# Conus evorai
Conus evorai is een in zee levende slakkensoort uit het geslacht Conus. De slak behoort tot de familie Conidae. Conus evorai werd in 1995 beschreven door Monteiro in Fernandes & Rolán. Net zoals alle soorten binnen het geslacht Conus zijn deze slakken roofzuchtig en giftig. Zij bezitten een harpoenachtige structuur waarmee ze hun prooi kunnen steken en verlammen.